# Викторин (император)
Марк Пиавоний Викторин (лат. Marcus Piavonius Victorinus; умер в 271 году) — также известный в римской историографии как Викторин, — император Галльской империи, правивший в 269—271 годах.
Служивший под началом римского императора Галлиена, Викторин присоединился к восстанию Постума и стал его ближайшим сподвижником. Вскоре после гибели Постума и непродолжительных мятежей на Рейне Викторин был избран императором. Он правил чуть менее двух лет, столкнувшись с разными вызовами, и погиб в результате заговора.

## Биография

### Жизнь до прихода к власти
В источниках содержатся довольно расплывчатые сведения о происхождении Марка Пиавония Викторина. Его имя указывает на то, что предки Марка происходили из западных провинций Римской империи. Его матерью была Виктория (называемая также в источниках Витрувией), которая являлась родственницей (предположительно, двоюродной сестрой) основателя Галльской империи Постума. Поскольку после смерти Викторина Виктория потратила крупные средства на подкуп войск, можно сделать вывод, что его семья обладала значительным богатством. Тем не менее, остаётся неизвестным, был ли Викторин богатым с самого начала или приобрел своё богатство, находясь на службе у Постума, или, может быть, в течение своего правления. В Августе Треверов в ходе раскопок был обнаружен дом Викторина с мозаикой, бывший одним из самых богатых и роскошных домов галльской знати в этом городе. Карьеру Викторина обеспечила, по всей видимости, Виктория, которая побывала в Риме и, возможно, добилась аудиенции у самого императора Галлиена. Молодой Марк был зачислен в кавалерийский корпус под командованием Авреола. Когда в Галлии поднял восстание Постум, он, возможно, находился в Мезии. В 264 году Викторин принял участие в экспедиции римских войск в Галлию и под влиянием увиденной там резни перешёл на сторону Постума вместе с частью подчиненных войск. Автор биографии Викторина в «Истории Августов» Требеллий Поллион характеризует его как «человека по-военному деятельного».
При Постуме Викторин занял должность трибуна преторианцев, затем возвысился до префекта претория. Он выполнял различные указания императора, в частности, участвовал в мероприятиях по укреплению рейнской границы и отражении набегов германцев. Когда Галлиен прибыл в Галлию, чтобы подавить мятеж Постума, именно Викторин участвовал в боях с ним, предварительно навербовав для кампании вспомогательные отряды германских наемников. Требеллий Поллион рассказывает, что ввиду вторжения Галлиена Постум даже назначил Викторина своим соправителем. В пользу этого может служить и их совместное консульство в 267 году, но на протяжении своего правления Постум разделял консульские полномочия и с другими людьми, поэтому такой довод выглядит неубедительным. Единственным доказательством является монета Постума с легендой, упоминающей двух Августов — [SEC]VLVM AVGG. Когда Постум погиб в Могунциаке, Викторин преследовал мятежника Лелиана. Очевидно, что отсутствие Викторина, долгом которого как префекта претория была защита императора, и привело к гибели Постума. И кроме того, оно повлияло на избрание новым императором Мария. Согласно нумизматическим и эпиграфическим данным Викторин был избран императором спустя два дня после гибели Мария в конце 269 года, но до 10 декабря. Во всяком случае, с 1 января 270 года он вступил в должность консула.

### Правление и гибель
По всей видимости, Викторин потратил большую часть своего правления на то, чтобы вернуть территории, отколовшиеся от Галльской империи и перешедшие под контроль центрального правительства. Как законный правитель он был признан в Галлии и Британии, но на Испанию его власть практически не распространялась, сохраняясь, по-видимому, в северо-западных областях. Благодаря своим личным качествам Викторин сумел добиться поддержки 14 легионов. При нём столицей Галльской империи продолжала оставаться Августа Треверов, но резиденция Викторина располагалась в Колонии Агриппины, которая имела особое значение. В правление Викторина была потеряна восточная часть Нарбонской Галлии, где дислоцировалась кавалерия префекта вигилов Юлия Плацидиана, служившего римскому императору Клавдию II. Историки полагают, что Нарбонская Галлия сохраняла либо нейтралитет, либо колеблющуюся позицию. Возможно, что и Реция всё ещё находилась под контролем галльского императора.
Существует гипотеза, что Викторин пытался заключить военно-политический союз с Пальмирским царством, правительница которого Зенобия состояла в переписке с Викторией. Также нельзя исключать, что продолжали поддерживаться и определённые контакты с Римской империей. Викторин стремился сохранить созданное Постумом государство, продолжая его внутреннюю и внешнюю политику. Легенды монет представляют его спасителем гражданского населения Галлии от военной анархии. Но проводить широкую политику Викторин не имел возможностей. В его правление участились набеги германских племен, которые усилили давление на долину Мозеля. Поддержка императора рейнской армией также оказалась непрочной, причина чего крылась в характере Викторина, положительные качества которого были подавлены «его развратом и страстью к наслаждениям с женщинами». Не способствовало укреплению его власти и склонность к пышным приемам, выходам к народу, превращавшимися в настоящие спектакли. Кульминацией разнообразных проблем, с которыми пришлось столкнуться Викторину, стал мятеж в Августодуне (современный Отён), перешедшим на сторону Клавдия II. Августодун по неизвестным в настоящий момент причинам поссорился с Викторином и закрыл перед ним ворота. Помимо этого, началось восстание багаудов. Но при этом отряды Юлия Плацидиана, находившиеся в Нарбонской Галлии, не стали вмешиваться в конфликт.
Викторин подошёл к Августодуну со значительными силами и в течение семи месяцев осаждал мятежный город. Лишь когда у оборонявшихся закончились запасы продовольствия, Августодун пал. Город был разграблен и разрушен войсками Викторина, а восстановлен только в IV веке. Одержав победу, император вернулся в Колонию Агриппину, где погиб в результате возникшего против него заговора. Античные источники называют непосредственной причиной убийства месть актуария (заведующего продовольствием) Аттициана за связь Викторина с его женой. Поскольку в рейнских легионах уже давно зрело недовольство, то Аттициан без труда организовал настроенную против Викторина группировку. Исходя из того, что в 271 году Викторин в очередной раз стал консулом, то его убийство датируют началом этого года. Сын императора Викторин Младший погиб вместе с ним или чуть позднее. После смерти Викторин был обожествлен своим преемником Тетриком I, возможно, под влиянием Виктории. Она же подкупила войска, которые поддержали избрание Тетрика императором. Как рассказывает Требеллий Поллион, неподалёку от Колонии Агриппины существовала могила Викторина и его сына, на которой была надпись «Здесь покоятся двое Викторинов — тиранов». Впрочем, современные историки полагают, что этот факт был выдуман античным писателем.